# Aspila ebenicor
Aspila ebenicor är en fjärilsart som beskrevs av Robert W. Poole och Mitter 1993. Aspila ebenicor ingår i släktet Aspila och familjen nattflyn. Inga underarter finns listade i Catalogue of Life.